# Dapsilanthus
Dapsilanthus là một chi thực vật có hoa trong họ Restionaceae.